# المعهد البريطاني في أثينا

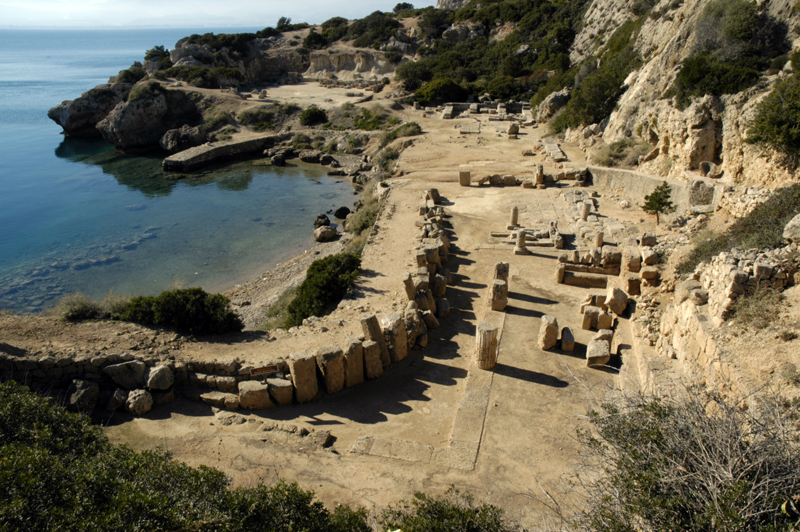
التنقيب من قبل المعهد البريطاني في أثينا خلال الثلاثينات

المعهد البريطاني في أثينا (باليونانية: Βρετανική Σχολή Αθηνών) هو معهد أبحاث أثري، وأحد أهم المعاهد البحث البريطانية الدولية الثمانية التي تدعمها الأكاديمية البريطانية، بموجب قانون المملكة المتحدة، فهي مؤسسة خيرية تعليمية مسجلة ، والتي تُترجم إلى منظمة غير ربحية في القانونين الأمريكي واليوناني، كما أنها واحدة من 19 معهدًا أثريًا أجنبيًا حددها القانون اليوناني رقم 3028/2002 «بشأن حماية الآثار والتراث الثقافي بشكل عام» ، الذي أقره البرلمان اليوناني في عام 2002، وبموجب هذا القانون يجوز للمعاهد الأجنبية الـ 17 المعتمدة إجراء التنقيب المنتظم في اليونان بإذن من الحكومة.

## معلومات عامة
تأسست المدرسة في عام 1886 باعتبارها رابع مؤسسة من نوعها في اليونان (كانت المدرسة الفرنسية والألمانية والأمريكية سابقًا)، في معظم فترات وجودها، ركزت على دعم وتوجيه وتسهيل البحث البريطاني في الدراسات الكلاسيكية وعلم الآثار، ولكن في السنوات الأخيرة وسعت هذا التركيز إلى جميع مجالات الدراسات اليونانية، وقد قدمت مساهمات ملحوظة في مجالات النقوش وتاريخ اليونان الحديثة.
يعرف القانون اليوناني بأنه «مدرسة أثرية أجنبية» ذات معنى محدد للغاية، بالإضافة إلى كونها موثوقة مع الآثار في اليونان، فهي تعمل كوكيل للاستفادة اليونانية من الموارد البريطانية في اليونان، يمكن لـ BSA فقط تخصيص مشاريع للمؤسسات البريطانية، ولا يجوز لها القيام بذلك إلا بإذن من وزير الثقافة .

## المعهد البريطاني في أثينا
يشمل المعهدواحدة من أهم المنشآت الكلاسيكية والأثرية في اليونان (أكثر من 60.000 مجلد) ومختبر فيتش الذي يعتبر أقدم مختبر أثري في اليونان، كما يدير أيضًا فرعًا في كنوسوس في جزيرة كريت، بما في ذلك إحدى المكتبات الأثرية الرئيسية في الجزيرة.